# Братя италианци
Братя италианци (на италиански: Fratelli d'Italia, Фратели д'Италия) е италианска дясна политическа партия, основана през 2012 г. До 3 декември 2017 г. носи името „Братя италианци – Национален алианс“.

## Създаване
Партията е основана на 21 декември 2012 г. от привържениците на Иняцио Ла Руса, Джорджа Мелони и Гуидо Крозето, които напускат „Народът на свободата“. До февруари 2014 г. партията се нарича „Италиански братя – Национален десен център“. По инициатива на Ла Руса, Мелони и Джовани Алемано в периода декември 2013 – януари 2014 г. „Братя италианци“ и партията „Национален алианс“ се сливат. Обединената партия приема името „Италиански братя – Национален алианс“.
Член 1 от глава I на Хартата определя организацията като движение, което има за цел въз основа на принципите на народен суверенитет, свобода, демокрация, справедливост, социална солидарност и данъчно равенство, вдъхновено от ценностите на националната традиция, да участва в изграждането на Европа на народите.

## Участия в избори

### Парламентарни избори (2013)
В навечерието на парламентарните избори през 2013 г. партията се присъединява към дясноцентристката коалиция, водена от Силвио Берлускони.
На изборите за Камарата на депутатите 666 035 избиратели (1,95%) гласуват за „Братя италианци“, което донася на партията 9 места в местния парламент.
На изборите за Сенат партията получава 590 083 (1,9%) гласа и не печели нито едно място.
В Камарата на депутатите, след резултатите от изборите, е формирана фракцията „Братя италианци – Национален алианс“.

### Европейски избори (2014)
На европейските избори на 25 май 2014 г. партията получава 1 006 513 (3,66%) гласа, което не ѝ носи нито едно депутатско място.

### Парламентарни избори (2018)
На 4 март 2018 г. партията се явява на следващите парламентарни избори като част от дясноцентристка коалиция, в основата на която са „Напред, Италия“ и „Лига на Севера“, като коалицията печели подкрепата на 4,3% от избирателите, което ѝ донася 19 места в Камарата на депутатите и 7 в Сената (включително гласуване в едномандатни избирателни райони – съответно 31 и 16).
Партията последователно остава в опозиция на трите правителства, сформирани в резултат на тези избори: на първото и второто правителство на Конте и на правителството на Драги.

### Европейски избори (2019)
Европейските избори на годината през 2019 г. са по-успешни за партията от предишните. Тя е подкрепена от 1 726 189 гласоподаватели и с резултат от 6,4% получава пет депутатски мандата.